# 847 TCN
847 TCN là một năm trong lịch La Mã.